# World Basketball League 1991
La stagione WBL 1991 fu la quarta della World Basketball League. Parteciparono 9 squadre divise in due gironi. Le squadre WBL incontrarono alcuni team internazionali in incontri validi per la regular season.
Rispetto alla stagione precedente si aggiunsero i Dayton Wings, i Florida Jades e gli Halifax Windjammers. I Las Vegas Silver Streaks si trasferirono a Nashville, rinominandosi Nashville Stars. Gli Illinois Express scomparvero.

## Squadre partecipanti
- Calgary 88's
- Dayton Wings
- Erie Wave
- Florida Jades
- Halifax Windj.
- Memphis Rockers
- Nashville Stars
- Saskatc. Storm
- Youngstown Pride

## Classifiche

### Northern Division
| Squadra             | V  | P  | %    | GB |
| ------------------- | -- | -- | ---- | -- |
| Calgary 88's        | 37 | 14 | 72,5 | -  |
| Youngstown Pride    | 26 | 25 | 51,0 | 11 |
| Saskatchewan Storm  | 25 | 26 | 49,0 | 12 |
| Halifax Windjammers | 21 | 30 | 41,2 | 16 |
| Erie Wave           | 18 | 33 | 35,3 | 19 |

### Southern Division
| Squadra             | V  | P  | %    | GB |
| ------------------- | -- | -- | ---- | -- |
| Dayton Wings C      | 36 | 15 | 70,6 | -  |
| Florida Jades       | 30 | 21 | 58,8 | 6  |
| Memphis Rockers     | 29 | 22 | 56,9 | 7  |
| Nashville Stars     | 23 | 28 | 45,1 | 13 |
| International Teams | 7  | 38 | 15,6 |    |

## Play-off

### Primo turno
| 24 agosto | Saskatchewan Storm | 105 – 99 | Youngstown Pride |  |

| 26 agosto | Saskatchewan Storm | 108 – 99 | Youngstown Pride |  |

| 24 agosto | Florida Jades | 115 – 111 (d.1t.s.) | Memphis Rockers |  |

| 25 agosto | Memphis Rockers | 120 – 107 | Florida Jades |  |

| 27 agosto | Florida Jades | 114 – 98 | Memphis Rockers |  |

### Semifinali
| 29 agosto | Calgary 88's | 146 – 93 | Saskatchewan Storm |  |

| 31 agosto | Calgary 88's | 108 – 103 | Saskatchewan Storm |  |

| 29 agosto | Dayton Wings | 111 – 107 | Florida Jades |  |

| 30 agosto | Dayton Wings | 125 – 112 | Florida Jades |  |

### Finale
| 3 settembre | Dayton Wings | 112 – 96 | Calgary 88's |  |

| 4 settembre | Dayton Wings | 135 – 110 | Calgary 88's |  |

| 6 settembre | Dayton Wings | 120 – 89 | Calgary 88's |  |

### Tabellone
|  | Primo turno | Primo turno  | Primo turno |              |         | Semifinali | Semifinali | Semifinali |  |  | Finale | Finale | Finale |  |
|  |             |              |             |              |         |            |            |            |  |  |        |        |        |  |
|  |             |              |             |              |         | 1n         | Calgary    | 2          |  |  |        |        |        |  |
|  |             |              |             |              |         | 1n         | Calgary    | 2          |  |  |        |        |        |  |
|  |             |              | 3n          | Saskatchewan | 0       |            |            |            |  |  |        |        |        |  |
|  | 3n          | Saskatchewan | 3n          | Saskatchewan | 0       | 2          |            |            |  |  |        |        |        |  |
|  | 3n          | Saskatchewan |             |              |         |            |            |            |  |  |        |        |        |  |
|  | 2n          | Youngstown   | 0           |              |         |            |            |            |  |  |        |        |        |  |
|  | 2n          | Youngstown   | 0           |              | Calgary | Calgary    | 0          |            |  |  |        |        |        |  |
|  |             |              |             |              |         |            |            |            |  |  |        |        |        |  |
|  |             |              | Dayton      | Dayton       | 3       |            |            |            |  |  |        |        |        |  |
|  | 2s          | Florida      | Dayton      | Dayton       | 3       | 2          |            |            |  |  |        |        |        |  |
|  | 2s          | Florida      |             |              |         |            |            |            |  |  |        |        |        |  |
|  | 3s          | Memphis      | 1           |              |         |            |            |            |  |  |        |        |        |  |
|  | 3s          | Memphis      | 1           |              | 2s      | Florida    | 0          |            |  |  |        |        |        |  |
|  |             |              |             |              | 2s      | Florida    | 0          |            |  |  |        |        |        |  |
|  |             |              | 1s          | Dayton       | 2       |            |            |            |  |  |        |        |        |  |

## Vincitore
| Campione WBL 1991        |
| ------------------------ |
| Dayton Wings (1º titolo) |

## Statistiche
| Categoria             | Giocatore       | Squadra             | Stat |
| --------------------- | --------------- | ------------------- | ---- |
| Punti per gara        | Jamie Waller    | Nashville / Erie    | 26,3 |
| Rimbalzi per gara     | Willie Bland    | Halifax Windjammers | 12,3 |
| Assist per gara       | Mark Wade       | Youngstown Pride    | 8,7  |
| Palle rubate per gara | Darryl McDonald | Nashville Stars     | 2,5  |
| Stoppate per gara     | Willie Glass    | Youngstown Pride    | 1,6  |
| FG%                   | Mack Joyner     | Florida Jades       | 69,6 |
| FT%                   | Chip Engelland  | Calgary 88's        | 93,5 |
| 3FG%                  | Chip Engelland  | Calgary 88's        | 49,4 |

## Premi WBL
- WBL Player of the Year: Tracy Moore
- WBL Coach of the Year: Pat Haley
- WBL Sixth Man of the Year: Kelsey Weems
- WBL Rookie of the Year: J.J. Eubanks
- WBL Championship MVP: Perry McDonald
- All-WBL Team
  - Joe Dawson, Memphis Rockers
  - Alfredrick Hughes, Dayton Wings
  - Tracy Moore, Florida Jades
  - Milt Wagner, Memphis Rockers
  - Daren Queenan, Nashville Stars
- WBL All-Defensive Team
  - Dudley Bradley, Saskatchewan Storm
  - Willie Glass, Youngstown Pride
  - Darryl McDonald, Nashville Stars
  - Perry McDonald, Dayton Wings
  - Keith Smart, Halifax Windjammers